# Анна Марголин
Анна Марголин (Марголина, идиш אַנאַ מאַרגאָלין‎, настоящее имя — Роза Лебенсбойм; 21 января 1887, Брест-Литовск — 29 июня 1952, Нью-Йорк) — американская поэтесса, автор десятков поэм.
Начиная с XX века женщины стали уделять внимание развитию еврейского языка — идиш. К числу данных женщин принадлежит и Анна Марголин.

## Биография
Единственная дочь Менахема Лебенсбойма и Двойры-Леи Розенблюм. Родилась в Бресте, под руководством отца получила европейское светское образование при этом изучала иврит.
В детстве жила в Кёнигсберге, Одессе и Варшаве. В 1906 году отец отправил её в США, где Марголина начала свою литературную карьеру. Большая часть её стихов была написана в Нью-Йорке, где она постоянно жила с 1913 года. Там она вошла в круг интеллектуалов вокруг Хаима Житловского, став его секретарём.
Марголина была представителем литературного движения «Ди Юнгэ» (Di Yunge). Работала в редакциях известных еврейских периодических изданий «Фрайэ Арбэтэр Штимэ» (Fraye Arbeter Shtime) и «Дэр Тог» (Der Tog). В последнем из них вела еженедельную колонку о вопросах прав, эмансипации и вообще о жизни женщин. Писала под различными псевдонимами, включая «Софья Брандт», и в середине 1920-х чаще — «Клара Левина». С 1920-x годов она начала печататься под псевдонимом «Анна Марголин», под которым она впоследствии стала наиболее известна. В 1929 году вышел сборник 80 её стихов «Лидэр» (Lider), а в 1932 были опубликованы последние её поэтические произведения.